# منطقة غرامش
منطقة غرامش (بالألبانية: Rrethi i Gramshit) هي واحدة من ستة وثلاثين منطقة تقع في ألبانيا وهي جزء منمقاطعة إلباسان. يقدر عدد سكانها بـ 24,230 نسمة ومساحتها 695 كم2 .